# Air Italy (2005–2018)
Ej att förväxla med det nuvarande Air Italy
Air Italy S.p.A var ett flygbolag baserat i Gallarate, Italien. Bolaget bedrev regelbunden trafik för researrangörer till Afrika, Asien, Europa och Sydamerika. Bolagets viktigaste baser var Neapels internationella flygplats och Verona-Villafranca flygplats med en bas på Milano-Malpensa flygplats i Milano.
Den 28 februari 2018 fusionerades Air Italy med Meridiana och blev en del i det nya flygbolaget med samma namn.

## Flotta
Så här såg flottan ut i augusti 2009
| Flygplan         | Antal | Passagerare | Övrigt                       |
| ---------------- | ----- | ----------- | ---------------------------- |
| Boeing 737-300   | 2     | 136         |                              |
| Boeing 737-500   | 1     | 131         | Opereras av Bulgaria Air     |
| Boeing 737-700   | 1     | 149         | Försedd med Blended Winglets |
| Boeing 737-800   | 1     | ?           | Försedd med Blended Winglets |
| Boeing 757-200   | 2     | 209         |                              |
| Boeing 767-200ER | 2     | 241         |                              |
| Boeing 767-300ER | 1     | 296         |                              |